# ثماني الكبريت
ثماني الكبريت هو مادة كيميائية غير عضوية لها الصيغة الكيميائية S8، وتكون على هيئة مادة صلبة صفراء اللون عديمة الرائحة ولا طعم لها، وهي مادة كيميائية صناعية رئيسية. 
يُعد مركب ثماني الكبريت هو أكثر متآصلات الكبريت شيوعًا، والذي يوجد على نطاق واسع في الطبيعة.

## التسمية
تُعتبر تسمية ثماني الكبريت هي التسمية الأكثر استخدامًا للمركب، والذي يطلق عليه أيضًا ثماني الكبريت الحلقي، و «أوكتاسلفور»، و «أوكتا ثيوكان» octathiocane حيث يُعتبر مركب ثماني الكبريت هو العضو الأخير في سلسلة ثيوكان Thiocane غير المتجانسة، والتي تُستبدل فيها كل ذرة كربون بذرة كبريت.

## البنية الكيميائية
يكون الشكل البنائي لمادة ثماني الكبريت على شكل تاج. يشكل مركب ثماني الكبريت العديد من المتآصلات، ومنها: ألفا-كبريت، وبيتا-كبريت، وغاما-كبريت، ولمدا-كبريت. ويُعد المتآصل لمدا-الكبريت هو الشكل السائل لثماني الكبريت، والذي من خلاله يمكن بلورة غاما-الكبريت عن طريق التبريد. وإذا تبلور لمدا-الكبريت ببطء، فسوف يعود إلى بيتا-الكبريت. ونظرًا لأنه يجب تسخينه فوق 115 درجة مئوية، فلن يكون أي من بيتا-الكبريت أو غاما-الكبريت المتبلور نقيًا، والطريقة الوحيدة المعروفة للحصول على غاما-الكبريت النقي هي التبلور من المحلول.
يشكل مركب ثماني الكبريت بلورات كبيرة بسهولة، والتي عادة ما تكون صفراء اللون وشفافة إلى حد ما.

## الإنتاج وردود الفعل
لا يتم إنتاج مركب ثماني الكبريت عادةً كمركب منفرد في حد ذاته، والذي يُعد المكون الرئيسي بنسبة 99٪ من عنصر الكبريت المُستخرج من المصادر البركانية، وهو أحد النواتج الرئيسية لعملية كلاوس المرتبطة بمصافي البترول.